# ドイチェ・フースバルマイスターシャフト1909-1910
ドイチェ・フースバルマイスターシャフト 1909-1910 はドイツサッカー協会によって開催された第8回目のクラブチーム全国大会である。カールスルーアーFVが初優勝し、1回目のドイチャー・フースバルマイスターの座に就いた。

## 出場クラブ[2]
今季は、ベルリン球技クラブ協会が自動出場枠ひとつを保持した。マルクサッカー協会 (MFB)・ベルリン陸上競技クラブ協会 (VBAV)・ベルリン球技協会 (BBB)の王者が対戦し、同地域の残り一枠を争った。VBAV王者ベルリナーSCは7－1でBBB王者1．FCボルシア・テンペルホーフを破り、MFB王者タスマニア・リクスドルフとの決定戦に進出。タスマニアが4－1でBSCを破り、最後の切符を手にした。
| クラブ                                   | 出場資格                                                          |
| SVプルシア＝ザムラント・ケーニヒスベルク | バルティッシェ・フースバルマイスターシャフト1909-1910優勝         |
| VfR 1897ブレスラウ                       | ズュートオストドイチェ・フースバルマイスターシャフト1909-1910優勝 |
| ベルリナーFCプロイセン                   | VBBベルリナー・フースバルマイスターシャフト1909-1910優勝          |
| TuFCタスマニア・リクスドルフ             | メルキッシェ・フースバルマイスターシャフト1909-1910マイスター     |
| VfBライプツィヒ                          | ミッテルドイチェ・フースバルマイスターシャフト1909-1910優勝       |
| FVホルシュタイン・キール                 | ノルトドイチェ・フースバルマイスターシャフト1909-1910優勝         |
| デュイスブルガーSpV                      | ヴェストドイチェ・フースバルマイスターシャフト1909-1910マイスター |
| カールスルーアーFV                       | ズュートドイチェ・フースバルマイスターシャフト1909-1910マイスター |
| FCフェニックス・カールスルーエ           | 前回王者                                                          |

## 予備予選
| SVプルシア＝ザムラント・ケーニヒスベルク | 1 – 5 | TuFCタスマニア・リクスドルフ |
| ---------------------------------------- | ----- | ---------------------------- |
|                                          |       |                              |

北東部のバルト芝生・ウインタースポーツ協会 (BRWV)とマルク・ブランデンブルクのマルクサッカー協会 (MFV)は、最弱レベルの地方協会と判断されたので、予備予選でどちらかの代表を振るい落とすことになった。BRV代表プルシア=ザムラント・ケーニヒスベルクはホームで戦う権利を得たが、それでもMFV代表タスマニア・リクスドルフに1-5で大敗した。判明している得点者は、タスマニアの一点目を決めたクルト・マイエと二点目のデトレフ・ペフェシュトルフ、48分に0-3から一点を返したケーニヒスベルクのマックス・フリードリヒ、以上の三名である。

## 準々決勝
| FVホルシュタイン・キール | 4 – 1 | ベルリナーFCプロイセン |
| ------------------------ | ----- | ---------------------- |
|                          |       |                        |

| デュイスブルガーSpV | 0 – 1 | カールスルーアーFV |
| ------------------- | ----- | ------------------ |
|                     |       |                    |

| VfBライプツィヒ (1893年) | 1 – 2 | FCフェニックス・カールスルーエ |
| ------------------------ | ----- | ------------------------------ |
|                          |       |                                |

| TuFCタスマニア・リクスドルフ | 2 – 1 | VfR1897ブレスラオ |
| ---------------------------- | ----- | ----------------- |
|                              |       |                   |

北部代表ホルシュタイン・キールは、4-1でベルリン代表ベルリナーFCプロイセンを破った。26分にヴァルター・ゾルカレの得点でBFCプロイセンに先制を許したが、キールはわずか三分後にヴィリ・ツィンケが同点に持ち込み、41分にヴィリ・フィックが逆転ゴールを決めて2-1で前半を終えた。その後の拮抗した展開は、80分にBFCプロイセンが負傷したDFマックス・シュミットをGKに移動させ、それまでのGKをフィールドプレーヤーにしたことで崩れた。キールは84分ヴィリ・ツィンケ、89分カール・ラフェレンツと加点し、勝負を決めた。なお、キールのDFカール・ランプカは当時クラブの会長でもあった。
西部王者デュイスブルガーSpVは南部王者カールスルーアーFVに0-1で敗れた。唯一のゴールは35分、KFVのフリッツ・フェルデラーによるもの。KFCはフェルデラーとゴットフリート・フクス、ユリウス・ヒルシュからなる、強力なインサイドフォワード・トリオを擁していた。
過去二回優勝の中部代表VfBライプツィヒは、タイトルホルダー枠で出場したFCフェニックス・カールスルーエに1-2で敗れた。王者フェニックスは25分にCFWヘルマン・ライボルトが膝を負傷して退場し10人となり、数的優位のライプツィヒが30分過ぎにカール・ウーレの得点で先制、GKロベルト・ノイマイアーの伸ばした手はわずかに届かず、ボールはネットに吸い込まれた。五分後フェニックスはオットー・ライザーがすぐさま同点に持ち込み、ハーフタイムを経て1-1のまま迎えた84分エミル・オーバーレが勝ち越し点を挙げ、数的不利をはねかえして競り勝った。
タスマニア・リクスドルフはVfRブレスラウ1897を2-1で下した。前半タスマニアはデトレフ・ペフェシュトルフとハニシュが決めて2-0と先行し、ブレスラウの反撃を後半のヘルベルト・マーンの一点のみに抑えた。

## 準決勝
| カールスルーアーFV | 2 – 1 | FCフェニックス・カールスルーエ |
| ------------------ | ----- | ------------------------------ |
|                    |       |                                |

| FVホルシュタイン・キール | 6 – 0 | TuFCタスマニア・リクスドルフ |
| ------------------------ | ----- | ---------------------------- |
|                          |       |                              |

全国準決勝で実現したダービーには、約6000～8000人の観衆が集まり、南部王者カールスルーアーFVが、ドイツ王者FCフェニックス・カールスルーエを2-1で下した。試合は伝統あるKFVのホームグラウンドで行われ、15分ごろKFVはFWヴィルヘルム・トルンプが足の腱損傷で離脱し10人となるが、しかしマックス・ブロイニヒのPKとハンス・ルツェクの得点で前半終了までに二点を先行。フェニックスも65分に主将アルトゥール・バイアーが一点を返すが、KFVが逃げ切った。なおフェニックスはエミル・フィルンローアが半月板損傷により残り20分時点でピッチを後にしており、そこからは10人対10人であった。ちなみに、この試合は映像に残っている最も古いドイツのサッカー試合でもある。
対照的にもうひとつの準決勝では、ホルシュタイン・キールが6-0でタスマニア・リクスドルフに圧勝した。キールは20分までに二点を先行、後半に残り四点を決めた。得点者はヴィリ・ツィンケ三点、ハンス・デーニング二点、ヴィリ・フィック一点。

## 決勝
| カールスルーアーFV                | 1 – 0 (延長) | FVホルシュタイン・キール |
| --------------------------------- | ------------ | ------------------------ |
| マックス・ブロイニヒ 114分 (pen.) |              |                          |

| カールスルーアーFV     |  |                            |
|                        |  |                            |
|                        |  | アドルフ・デル             |
|                        |  | マックス・ブロイニヒ       |
|                        |  | クアト・ヒューバー         |
|                        |  | エアンスト・ホルシュタイン |
|                        |  | ヘアマン・ボッシュ         |
|                        |  | マックス・シュヴァーツェ   |
|                        |  | ハンス・ルツェク           |
|                        |  | ユリウス・ヒルシュ         |
|                        |  | フリッツ・チェアター       |
|                        |  | ゴットフリート・フクス     |
|                        |  | フリッツ・フェアデラー     |
| 監督                   |  |                            |
| ウィリアム・タウンリー |  |                            |

| FVホルシュタイン・キール |  |                          |  |
|                          |  |                          |  |
|                          |  | ヴィリ・フリーゼ         |  |
|                          |  | フリードリヒ・ヴェアナー |  |
|                          |  | カール・レンプカ         |  |
|                          |  | ハンス・レーゼ           |  |
|                          |  | ハンス・デーニン         |  |
|                          |  | パウル・レンハート       |  |
|                          |  | ゲオーク・クロークマン   |  |
|                          |  | ヴィリ・フィック         |  |
|                          |  | ヘルムート・ボーク       |  |
|                          |  | ヴィリ・ツィンケ         |  |
|                          |  | カール・ラフェレンツ     |  |
| 監督                     |  |                          |  |
|                          |  |                          |  |

|  |  |

### 試合内容
初優勝を目指すクラブ同士の決勝戦は、カールスルーアーFVの攻撃力とホルシュタイン・キールの守備力がぶつかりあう展開となった。まず最初にKFVがキールのアルフレート・ヴェルナーのハンドでPKを獲得するが、マックス・ブロイニヒがこれを外す。規定の90分をスコアレスで終え、DM決勝戦初の延長戦に突入した。
114分、KFVはユリウス・ヒルシュがエリア内でファウルを受け、この試合二本目のPKを獲得。再度PKを担当したブロイニヒのシュートは、好守を見せていた相手GKルドルフ・フリーゼに触れられるも、そのままネットを揺らし、この一点がKFVに初優勝をもたらした。スコアこそ1-0だが、コーナーキック本数は12：2でKFVが圧倒していた。

### ホルシュタイン・キール会長カール・メラーのコメント
「サイドゲートから我がチームの選手達が入場した時、約4000人の観衆がいた。とても残念なことに、一緒に戦う我らが同行者たち (ファン・サポーターか) はそのゲートを通る選手達に面会できなかった。そこは選手達しか通れなかったし、それどころか彼等は正門で1.10金マルクの支払いを命じられたのだ。これがまず残念だ」
(Angefähr 4.000 Zuschauer waren anwesend, als unsere Erste durch eine Seitentür die Arena betrat. Unsere Schlachtenbummler konnten zu ihrem großen Leidwesen nicht die Mannschaft durch die Seitentür, die nur für die Kämpfer bestimmt war, begleiten, sondern mussten beim Haupteingang 1,10 Mark pro Mann entrichten. Die erste Enttäuschung!“)

## カールスルーアーFVのマイスターマンシャフト
| カールスルーアーFV | |

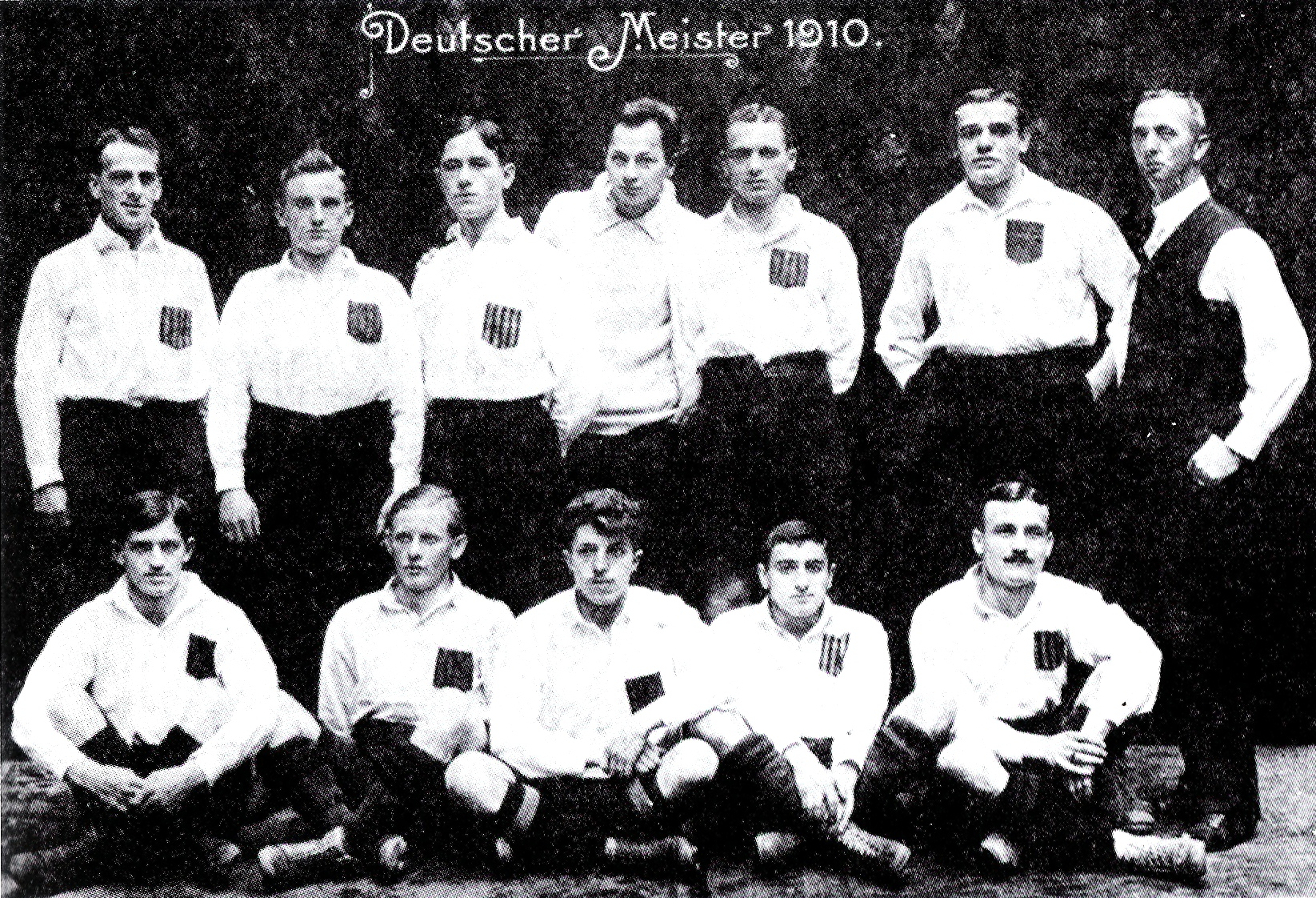
優勝したカールスルーアーFVの選手達。
後列左から: Ruzek, Förderer, Bosch, Dell, Hüber, Breunig, Trainer Townley
前列左からから: Fuchs, Hollstein, Tscherter, Hirsch, Schwarze

|                    | - GK: アドルフ・デル (3試合/-得点) - DF: エアンスト・ホルシュタイン (3/-), クアト・ヒューバー (3/-) - MF: マックス・ブロイニヒ (3/2), ハンス・ルツェク (c) (3/1), マックス・シュヴァーツェ (3/-) - FW: ヘアマン・ボッシュ (2/-), フリッツ・フェアデラー (3/1), ゴットフリート・フクス (3/-), ユリウス・ヒルシュ (3/-), ヴィルヘルム・トルンプ (1/-), フリッツ・チェアター (3/-) - 監督: ウィリアム・タウンリー (3) |

## 得点ランキング[8]
タスマニア・リクスドルフの3つのゴールが得点者不明である。
| 選手 | 選手                       | クラブ                                   | 出場数 | 得点数 |
| ---- | -------------------------- | ---------------------------------------- | ------ | ------ |
| 1.   | ヴィリ・ツィンケ           | FVホルシュタイン・キール                 | 3      | 5      |
| 2.   | マックス・ブロイニヒ       | カールスルーアーFV                       | 3      | 2      |
| 2.   | ハンス・デーニン           | FVホルシュタイン・キール                 | 3      | 2      |
| 2.   | ヴィリ・フィック           | FVホルシュタイン・キール                 | 3      | 2      |
| 2.   | デトレフ・ペーフェストーフ | TuFCタスマニア・リクスドルフ             | 3      | 2      |
| 6.   | マックス・フリードリヒ     | SVプルシア＝ザムラント・ケーニヒスベルク | 1      | 1      |
| 6.   | ヘアバート・マーン         | VfR1897ブレスラオ                        | 1      | 1      |
| 6.   | ヴァルター・ゾーアカレ     | ベルリナーFCプロイセン                   | 1      | 1      |
| 6.   | カール・ウーレ             | VfBライプツィヒ                          | 1      | 1      |
| 10.  | アルトゥーア・バイアー     | FCフェニックス・カールスルーエ           | 2      | 1      |
| 10.  | エーミル・オーバーレ       | FCフェニックス・カールスルーエ           | 2      | 1      |
| 10.  | オットー・ライザー         | FCフェニックス・カールスルーエ           | 2      | 1      |
| 13.  | フリッツ・フェアデラー     | カールスルーアーFV                       | 3      | 1      |
| 13.  | Hanisch                    | TuFCタスマニア・リクスドルフ             | 3      | 1      |
| 13.  | カール・ラフェレンツ       | FVホルシュタイン・キール                 | 3      | 1      |
| 13.  | クアト・マイエ             | TuFCタスマニア・リクスドルフ             | 3      | 1      |
| 13.  | ハンス・ルツェク           | カールスルーアーFV                       | 3      | 1      |